# 니들리스
니들리스(NEEDLESS)는 이마이 가미의 만화이다.

## 블랙스팟 (BlackSpot)
제3차 세계대전에서 여러나라의 미움을 산 일본은 여러 나라로부터 폭격을 받았다. 그 결과로 폭심지는 인간이 살 수 없을 정도로 오염되었기 때문에 거대한 장벽으로 격리되었다. 밤이 되면 도시에는 불이 들어왔지만, 그 폭심지만은 불이 들어오지 않게 되었기 때문에 블랙스팟이라고 불리게 되었다.

## 니들리스의 등장
블랙스팟은 아무도 살 수 없는 땅이라고 생각되었지만, 전쟁후 반세기가 지나자 어느덧 거주자들이 생기기 시작했다. 그들은 도시에서 갈 곳이 없는 사람들이 대부분 이었다. 그런 그들을 도시의 사람들은 쓸모 없다는 뜻에서 니들리스라고 불렀지만 어느 순간부터인가 초능력자들이 하나 둘 나타나기 시작했다. 때문에 니들리스는 초능력자들의 명칭으로 사용되기 시작했다.

## 플레그먼트
플레그먼트란 니들리스들이 사용하는 능력을 의미한다. 원래는 그리스도 세컨드가 가지고 있는 여러 가지 능력들을 니들리스들이 물려받은 것이다. 한 명의 니들리스는 단 한가지의 플레그먼트만을 지니고 있다.
 그리스도 세컨드  - 전후 황폐화 된 블랙스팟을 돌아다니면서 병들어 죽어가는 사람들을 치료하는 기적을 보여주었다. 그 덕분에 블랙스팟에는 그리스도 세컨드를 신으로 추앙하는 성당들이 생겨났다.

## 시메온
도시의 기업이며 블랙스팟 안에 있는 유일한 기업이다. 도시의 상류층을 위한 신약을 제조하고 있으며, 덕분에 블랙스팟의 주민들은 시메온을 좋지 않은 시선으로 바라보고있다. 그리고, 블랙스팟에는 시메온을 몰아내기 위한 레지스탕스도 존재하고있다.

## 등장 인물
아담 블레이드 男 - 니들리스
이 만화의 주인공이다. 건장한 체격에 신부복장을 하고 있으며, 목에는 강철초커를 하고 있다. 과거의 기억들을 알지 못하고 지금은 성당에서 신부일을 하고 있다. 플레그먼트는 제로이다.
이브 노이슈반슈타인 女 - 니들리스
아담의 파트너이다. 모터사이클을 타고 등장했다. 그녀는 사람의 이름을 잘 외우지 못한다. 플레그먼트는 도플겡어이다.
크루스 실트 男 - 일반인
레지스탕스의 일원으로, 시메온에게 쫓기던 중 아담에게 구출된다. 이브 덕분에 '야마다'라는 이름으로 불리게 된다. 니들리스가 아니라서 전투능력은 없지만, 뛰어난 지혜를 가지고 있다.

성당에서 잡일을 도맡아 하고 있다.
기도 박사 男 - 일반인
아담과 이브가 살고있는 성당의 주인이다. 여러 가지로 박식하며, 만화 내에서 설명을 하는 역할을 한다.
아담 아크라이트 男 - 니들리스
시메온의 총수이다. 포지티브 피드백의 능력이라 신이 된 존재. 교주의 복장을 하고 있다. 블렉스팟에 들어오면서 시메온에 저항하는 레지스탕스들의 대규모 공격을 받게 된다.
시메온 4천왕 - 니들리스
아크라이트를 호위하는 4명의 미싱링크급 니들리스이다.

우텐 - 이브와 크루스를 처음 만남과 동시의 처리당한 시메온 4천왕이다 플레그먼트는 모든것을 투명하게 만드는 능력/
사텐 - 전의 기도박사의 조수였다. 실명 칸나즈키 쿄지.플레그먼트는 제로,제4 파동/
리루 - 처음엔 블랙스팟의 여왕이였지만 아크라이트를 능력을 보고 충성을 다한다. 플레그먼트는 사이코 키네시스(물체나 사람을 조종한다)/
아르카 - 크루스의 누나이다.레지스탕스의 스파이 플레그먼트는 불꽃신의 숨결이닺
테스트먼트
크루스를 쫓는 것으로 첫 등장을 한다. 보통 신형 테스트먼트를 의미하며, 인공두뇌가 장착된 니들리스 제거용 병기이다. 구형은 제3차 세계대전 이전에 사용하던 전쟁병기들이다. 대형타입 테스트먼트도 존재한다.
카후카 男 - 니들리스
크루스와 아담을 노리고 온 시메온의 니들리스이다. 플레그먼트는 칸다타스트링이다.